# 다이쇼지번
다이쇼지 번(일본어: 大聖寺藩 다이쇼오지한[*])은 가가국 에누마군과 노미군의 일부를 영유한 번이다. 번청은 다이쇼지 진야에 위치해있다.

## 같이 보기
- 마에다씨